# Waterfall (Sopho Gelovani & Nodiko Tatisjvili)
Waterfall is een single van de Georgische zanger Nodiko Tatisjvili en de zangeres Sopho Gelovani. Het was de Georgische inzending voor het Eurovisiesongfestival 2013 in Malmö te Zweden. Daar geraakte het door de halve finale en eindigde de finale op de 15de plaats. Het nummer is geschreven door Thomas G:son.